# Винтон (округ)
Округ Винтон (англ. Vinton County) располагается в штате Огайо, США. Официально образован в 1850 году. По состоянию на 2010 год, численность населения составляла 13 435 человек.

## География
По данным Бюро переписи США, общая площадь округа равняется 1 074,799 км2, из которых 1 068,013 км2 суша и 6,786 км2 или 0,630 % это водоёмы.

## Население
По данным переписи населения 2000 года в округе проживает 12 806 жителей в составе 4 892 домашних хозяйств и 3 551 семей. Плотность населения составляет 12,00 человек на км2. На территории округа насчитывается 5 653 жилых строений, при плотности застройки около 5,00-ти строений на км2. Расовый состав населения: белые — 98,08 %, афроамериканцы — 0,35 %, коренные американцы (индейцы) — 0,45 %, азиаты — 0,09 %, гавайцы — 0,00 %, представители других рас — 0,08 %, представители двух или более рас — 0,95 %. Испаноязычные составляли 0,47 % населения независимо от расы.
В составе 34,00 % из общего числа домашних хозяйств проживают дети в возрасте до 18 лет, 57,20 % домашних хозяйств представляют собой супружеские пары проживающие вместе, 10,20 % домашних хозяйств представляют собой одиноких женщин без супруга, 27,40 % домашних хозяйств не имеют отношения к семьям, 23,60 % домашних хозяйств состоят из одного человека, 9,40 % домашних хозяйств состоят из престарелых (65 лет и старше), проживающих в одиночестве. Средний размер домашнего хозяйства составляет 2,59 человека, и средний размер семьи 3,04 человека.
Возрастной состав округа: 26,90 % моложе 18 лет, 8,80 % от 18 до 24, 29,00 % от 25 до 44, 23,10 % от 45 до 64 и 23,10 % от 65 и старше. Средний возраст жителя округа 36 лет. На каждые 100 женщин приходится 99,10 мужчин. На каждые 100 женщин старше 18 лет приходится 95,50 мужчин.
Средний доход на домохозяйство в округе составлял 29 465 USD, на семью — 34 371 USD. Среднестатистический заработок мужчины был 30 936 USD против 21 257 USD для женщины. Доход на душу населения составлял 13 731 USD. Около 15,10 % семей и 20,00 % общего населения находились ниже черты бедности, в том числе — 27,60 % молодежи (тех, кому ещё не исполнилось 18 лет) и 13,50 % тех, кому было уже больше 65 лет.